# Reuben Agboola
Reuben Agboola (Londra, 30 maggio 1962) è un ex calciatore nigeriano, di ruolo difensore.

## Carriera

### Nazionale
Ha partecipato alla Coppa d'Africa del 1992.